# باورز (ویسکانسین)
باورز (به انگلیسی: Bowers) یک منطقهٔ مسکونی در ایالات متحده آمریکا است که در Lafayette واقع شده‌است. باورز ۳۱۳٫۹۵ متر بالاتر از سطح دریا واقع شده‌است.